# Grażyna Ulicka
Grażyna Jadwiga Ulicka (ur. 30 kwietnia 1950) – polska politolożka, dr hab, profesor uczelni Katedry Teorii Polityki i Myśli Politycznej Wydziału Nauk Politycznych i Studiów Międzynarodowych Uniwersytetu Warszawskiego.

## Życiorys
Obroniła pracę doktorską, następnie uzyskała stopień doktora habilitowanego. Została zatrudniona na stanowisku profesora w Akademii Humanistycznej im. Aleksandra Gieysztora w Pułtusku na Wydziale Nauk Politycznych, oraz profesora nadzwyczajnego w Instytucie Nauk Politycznych na Wydziale Nauk Politycznych i Studiów Międzynarodowych Uniwersytetu Warszawskiego.
Była dziekanem na Wydziale Dziennikarstwa i Nauk Politycznych Uniwersytetu Warszawskiego, przewodniczącą Komitetu Nauk Politycznych I Wydziału Nauk Humanistycznych i Społecznych Polskiej Akademii Nauk i prezeską (1998–2001) i wiceprezeską Polskiego Towarzystwa Nauk Politycznych.
Piastuje funkcję profesora uczelni w Katedrze Teorii Polityki i Myśli Politycznej na Wydziale Nauk Politycznych i Studiów Międzynarodowych Uniwersytetu Warszawskiego, a także członka Komitetu Nauk Politycznych na I Wydziale Nauk Humanistycznych i Społecznych PAN.

## Publikacje
- 1988: Spór o demokrację w V [Piątej] Republice Francuskiej : (1958-1981)[3]
- 1992: Demokracje zachodnie : zasady, wartości, wizje[3]
- 2010: Marketing polityczny a treści i postrzeganie polityki[3]
- 2011: Spory wokół teorii i praktyki państwa prawa[3]